# 尿道球腺
尿道球腺（英語：Bulbourethral gland），又译考伯氏腺（Cowper's glands），是三个附性腺中最小的腺体。位于会阴深横肌肌束内的一对黄豆大小、深色的腺体。每个腺体有一个细长的开口于尿道的排泄管。
性兴奋和阴茎勃起时，尿道球腺分泌物即可进入尿道。当性兴奋开始、尚未射精时，在尿道口已出现蛋清样透明分泌物即为尿道球腺分泌物（射精前液），常被误认为是精液（因為跟初精同色）。
尿道球腺的分泌物有润滑尿道和龟头作用，也是组成精浆的成分之一，虽然只占射出精液量的极少部分。尿道球腺分泌物成分含有蛋白酶、唾液酸和氨基糖类等。 有时在尿道球腺液中亦混有少量精液及精子，意外的情况下亦会造成受孕。